# Slag bij Havrincourt
De Slag bij Havrincourt was een veldslag tijdens de Eerste Wereldoorlog, deel van het Honderddagenoffensief, die plaatsvond op 12 september 1918.
Drie divisies van het Derde Britse leger, namelijk de 62e, de Nieuw-Zeelanddivisie en de 2e divisie staken het Canal du Nord over en vielen het dorp Havrincourt aan dat door vier Duitse divisies uit het IIIe en Xe legerkorps werd verdedigd. Ondanks hun overmacht in getal en hun versterkingen waren de Duitsers niet in staat hun posities te houden. Deze geallieerde overwinning was niet bijzonder indrukwekkend, maar markeerde het toenemend gebrek aan strijdlust bij de Duitse soldaten aan het westelijk front. Aangemoedigd door deze vaststelling beval Douglas Haig een voortzetting van de aanvallen, die tot de Slag bij Épehy en de Slag aan het Kanaal van Saint-Quentin leidden en de uiteindelijke doorbraak van de Siegfriedlinie, onderdeel van de Hindenburglinie.